# Demonstrativbauvorhaben und Mitbestimmungsmodell Biesenfeld

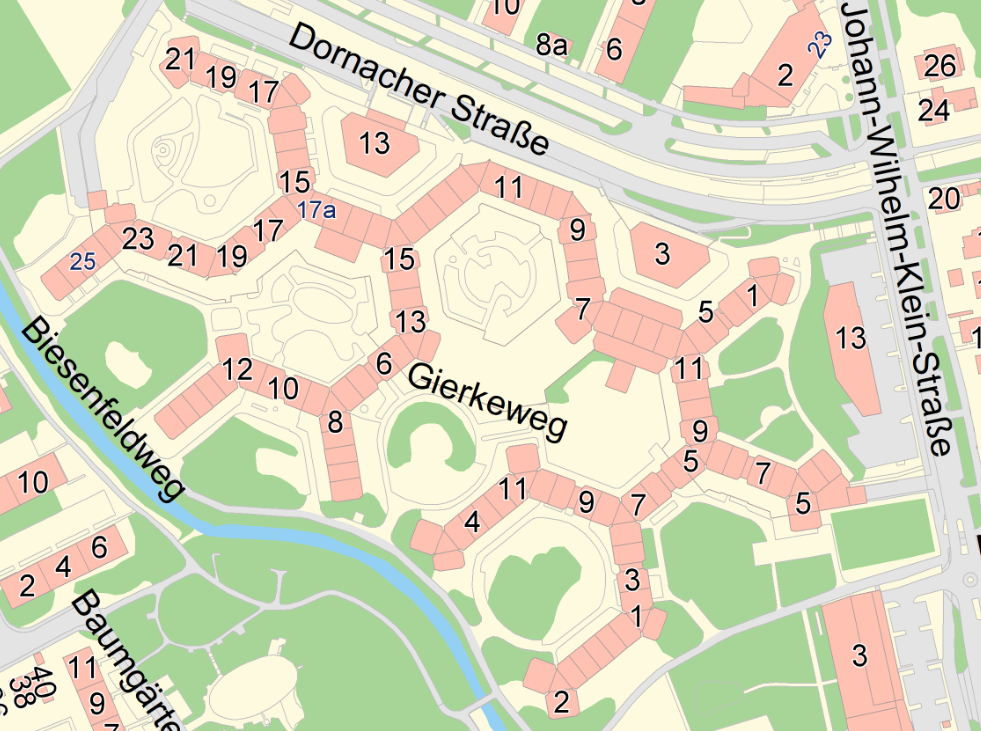
Stadtplan Biesenfeldsiedlung Linz

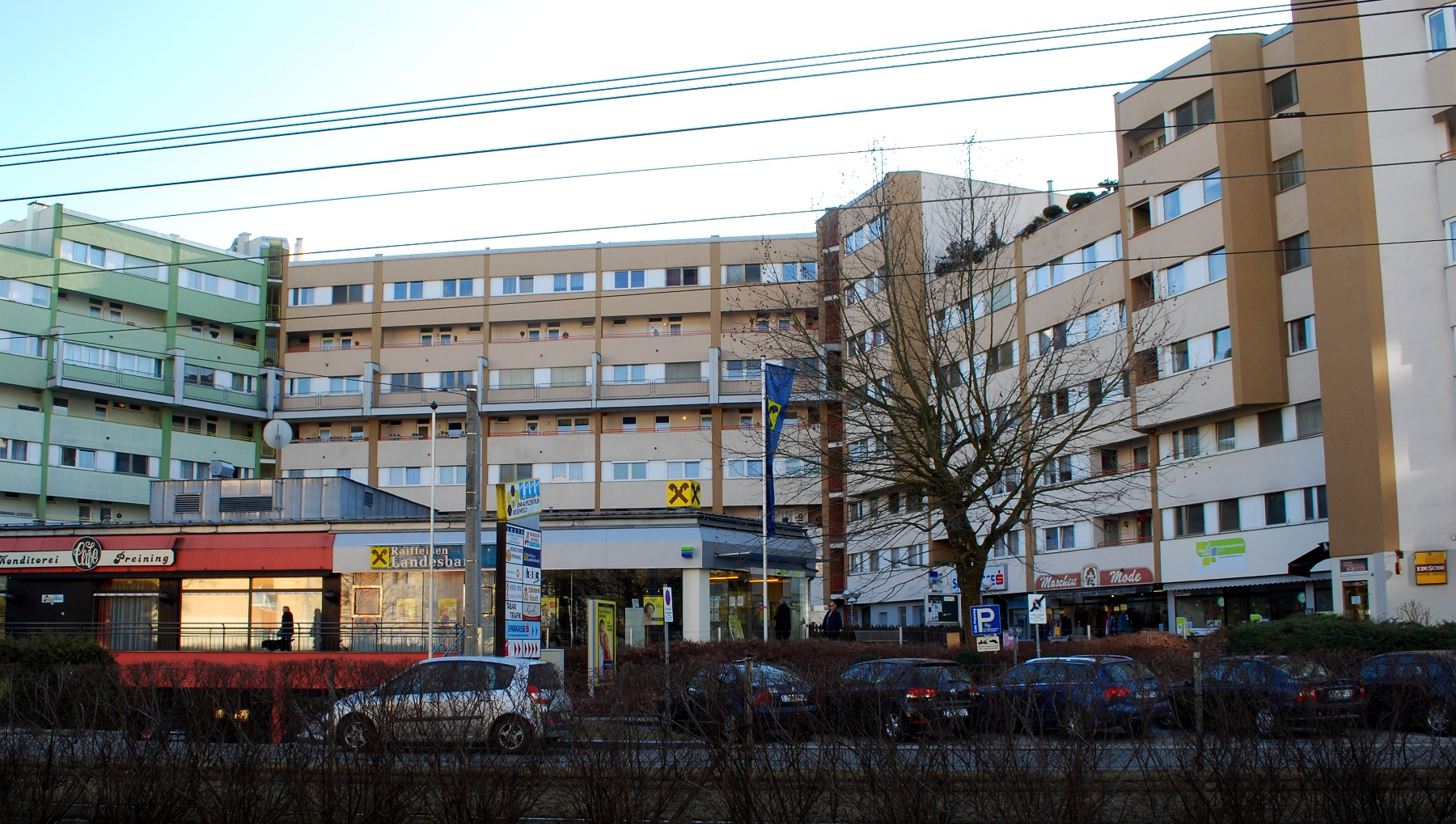
Einkaufszentrum Biesenfeld

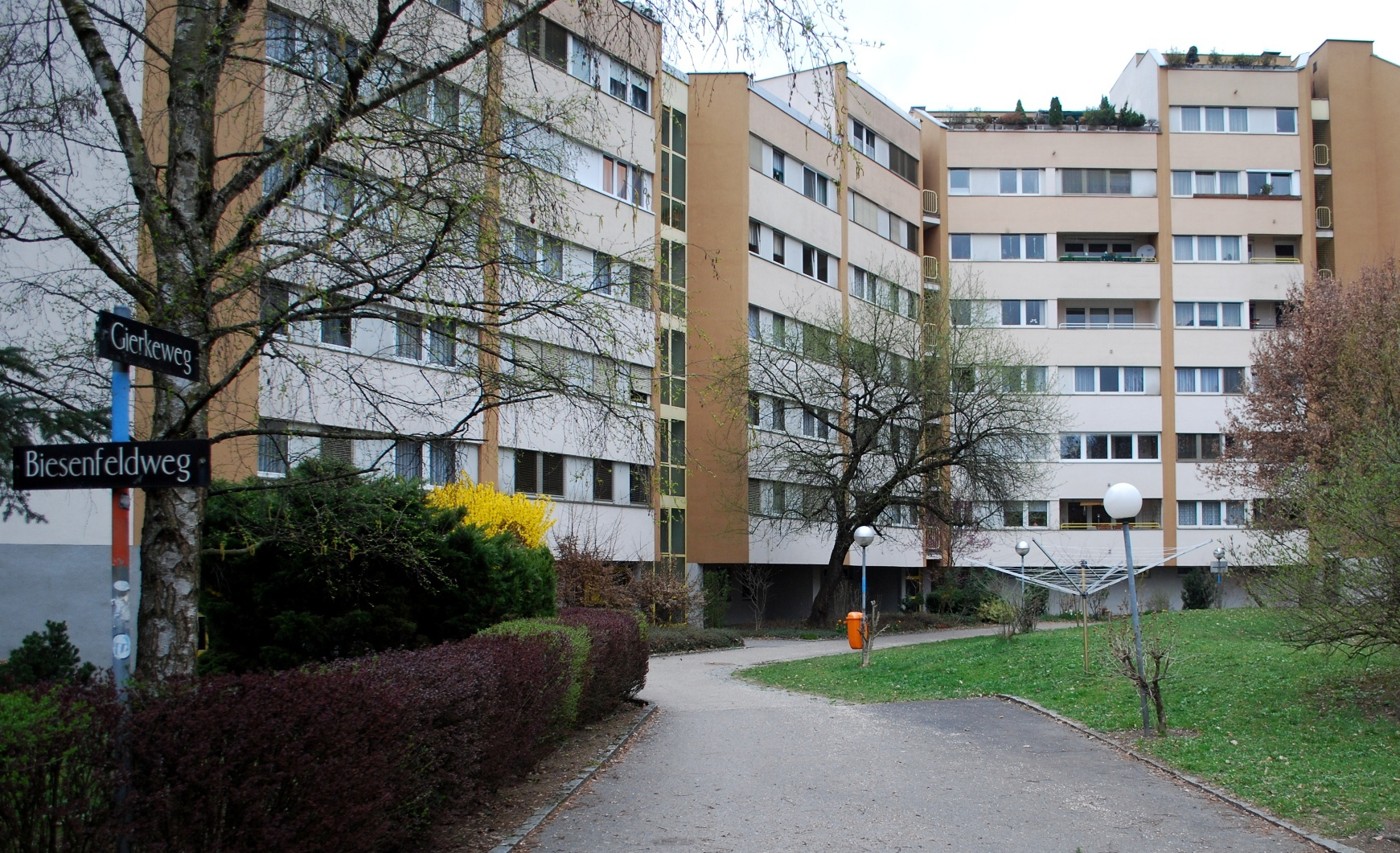
Blick in einen Hof der Siedlung

Die Wohnanlage Biesenfeld (auch Biesenfeldsiedlung) ist eine 1977–1981 errichtete Wohnsiedlung im statistischen Bezirk Dornach-Auhof in Linz, Oberösterreich. Sie gilt als eines der ersten partizipativen Wohnprojekte in Österreich.

## Allgemeines
Im Demonstrativbauvorhaben Biesenfeld befinden sich 634 Wohnungen auf einer Gesamtgrundfläche von etwa 61.000 m². Es wurde im Auftrag der Vereinigten Linzer Wohnungsgenossenschaften vom Architekten Artur Perotti (Perotti, Greifeneder und Partner) geplant und errichtet. Damals neuartig war die Mitsprachemöglichkeit der Wohnungswerber bei der Planung von Gemeinschaftseinrichtungen und Grundrissen. Sie stellte die ausführenden Unternehmen und Behörden vor zahlreiche Herausforderungen, etwa bei der Berechnung der Wohnbauförderung oder der Abnahme der stets wechselnden Einreichpläne durch die Baubehörde. Als problematisch erwiesen sich auch Betretungen der Baustelle durch interessierte Wohnungseigentümer. Berichtet wird von „Völkerwanderungen“ an Wochenenden und von der Störung des Baufortschrittes durch „planloses Umdirigieren von Handwerkern“. Der ausführende Architekt Artur Perotti beklagte sich 1978 über den ressourcenfressenden Mitbestimmungsprozess: so seien nun „630 verschiedene Einfamilienhäuser“ entstanden.

## Geschichte
Noch 1969 war am Areal eine Großwohnsiedlung mit drei freistehenden, 15-geschoßigen Wohntürmen mit etwa 900 Wohnungen und dazwischenliegenden Palettengaragen geplant. Dieser Erstentwurf wurde zu Beginn der 1970er Jahre als städtebaulich und verkehrsplanerisch überholt betrachtet und verworfen. Die Leitgedanken des neuen Projektes waren:
- Grundrissvariabilität
- Mitbestimmung bereits in der Planungsphase
- Hohe Umweltqualität
- Verkehrsfreie Grünflächen
- Zahlreiche Infrastruktureinrichtungen in der Erdgeschoßzone

1975 wurde das Konzept im Linzer Stadtmuseum Nordico präsentiert und stieß auf großes Interesse. Die erste Phase des mehrstufigen Mitbestimmungsprozesses begann im September 1976, die Fertigstellung erfolgte 1981. Die Ernsthaftigkeit, mit der dieses städtebauliche Experiment betrieben wurde, zeigt sich in der umfangreichen Begleitforschung eines Teams von Soziologen um Friedrich Fürstenberg und Josef Lins von der Universität Linz. Am 15. Juni 1977 erfolgte der Spatenstich im Beisein von etwa 800 Wohnungsbewerbern, den ersten Proponenten des späteren Vereins Wohngemeinschaft Biesenfeld (WGB) und Prominenz aus Politik und Wirtschaft. Am 10. Jänner 1978 fand die konstituierende Hauptversammlung des Vereins Wohngemeinschaft Biesenfeld (WGB) statt. Als frühes österreichisches Beispiel des partizipativen Wohnbaus fand das Projekt auch internationale Beachtung. So präsentierte der Deutsche Werkbund das Demonstrativbauvorhaben Biesenfeld bei seiner Konferenz „Experimente und Modelle im Wohnungsbau“ 1981 in Darmstadt.

## Städtebauliche Lösung
Die städtebauliche Lösung basiert auf einem sechseckigen Raster mit einer Seitenlänge von 43 Metern. Die Knotenpunkte des Rasters sind gleichförmige Erschließungskerne mit Treppenhäusern und Aufzugsanlagen, die zwischen diesen Kernen liegenden 31 Baukörper oder „Häuser“ sind modular aufgebaut. So war es etwa möglich, noch spät in der Bauphase mehrere Standard-Wohnungen gegen Laubengang-Module zu tauschen, die als Maisonette-Wohnungen gestaltet waren. Auch zeigte sich im Mitbestimmungsprozess ein großes Interesse an Dachgeschoßwohnungen mit Terrassen, deren Anzahl von 20 auf 96 erhöht werden konnte. Fest eingeplant war von Beginn an ein Besucherwohnheim und die Bespielung der Erdgeschoßzonen mit Versorgungs- und Infrastruktureinrichtungen:
- 22 Einheiten im Besucherwohnheim
- 14 Geschäftslokale in der Erdgeschoßzone
- 3 Geschäftslokale in 2 vorgelagerten Kiosken
- 3 Arztpraxen
- 3 Magistratseinrichtungen

## Informationen zur heutigen Situation

### Bewohnersicht und -situation
1999 (nach fast 20 Jahren) fand eine Folgeuntersuchung bei den Bewohnern der Biesenfeldsiedlung statt (siehe Literatur: Josef Lins „Wohnen im Biesenfeld“, 1999). Hier wurde eine hohe Zufriedenheit mit der Wohnsituation insgesamt konstatiert. Doch gab es Kritik an der aktuellen Situation der Mitbestimmung beim Bauprojekt (etwa hinsichtlich Instandhaltung), und an der Erosion des Gemeinschaftsgefühls. Insbesondere dieses Problem dürfte sich weitere 20 Jahre später vertieft haben, wie einem Bericht der Tageszeitung Kurier vom Jänner 2023 zu entnehmen ist (siehe Literatur: Christoph Schwarz „Alle ausgeflogen“, 2023).

### Einkaufszentrum Biesenfeld
Die in der Biesenfeldsiedlung angesiedelten Handels- und Dienstleistungs-Unternehmen sind seit 1982 bis heute als Verein „Einkaufszentrum Biesenfeld (EKZ Biesenfeld)“ organisiert. Das EKZ Biesenfeld ist auf die Versorgung mit Dingen und Dienstleistungen des täglichen Bedarfs der lokalen Wohnbevölkerung ausgerichtet. Es gab ein Schuhgeschäft, ein Damenmodengeschäft, ein Nähzubehörgeschäft (alle heute geschlossen), derzeit jedoch einen Friseur, eine Physiotherapie, eine Trafik, einen Bio-Laden, eine Apotheke, einen Bäcker, eine Café-Konditorei, zwei Banken und einige Ärzte (etwa für Allgemein- und Zahnmedizin). Ein Spar-Supermarkt befindet sich im Einzugsbereich, unmittelbar neben dem Zentrum, ebenso wie eine Libro-Filiale.
Erwähnenswert ist auch das jährliche Weinfest, das im Bereich des EKZ Biesenfeld veranstaltet wird.